# درولزهاگن
شهر درولزهاگن در ایالت نوردراین-وستفالن در کشور آلمان واقع شده است.